# Karangligar
Karangligar is een bestuurslaag in het regentschap Karawang van de provincie West-Java, Indonesië. Karangligar telt 4898 inwoners (volkstelling 2010).